# Natalie Golda
Natalie Golda-Benson, née le 28 décembre 1981 à Lakewood (Californie, États-Unis), est une ancienne joueuse américaine de water-polo. Elle est médaillée de bronze aux Jeux de 2004 puis d'argent à ceux de 2008 ainsi que double championne du monde en 2003 et 2007.

## Carrière
Elle est diplômée de l'université de Californie à Los Angeles.

## Palmarès

### Jeux olympiques
- Jeux olympiques d'été de 2004 à Athènes ( Grèce) :
  -  médaille de bronze du tournoi féminin
- Jeux olympiques d'été de 2008 à Pékin ( Chine) :
  -  médaille d'argent du tournoi féminin

### Championnats du monde
- Championnats du monde 2007 à Melbourne ( Australie) :
  -  médaille d'or du tournoi féminin
- Championnats du monde 2005 à Montréal ( Canada) :
  -  médaille d'argent du tournoi féminin
- Championnats du monde 2003 à Barcelone ( Grèce) :
  -  médaille d'or du tournoi féminin

### Jeux panaméricains
- Jeux panaméricains de 2007 à Rio de Janeiro ( Brésil) :
  -  médaille d'or du tournoi féminin
- Jeux panaméricains de 2003 à Saint-Domingue ( République dominicaine) :
  -  médaille d'or du tournoi féminin